# 144 (číslo)
Sto čtyřicet čtyři je přirozené číslo. Toto číslo je čtvercem čísla 12. Jedná se také o mocné číslo a 13. číslo Fibonacciho posloupnosti. Archaické označení je veletucet, což znamená tucet tuctů.

## Věda
- Zlato má kovalentní poloměr 144 pikometrů.
- Relativní atomová hmotnost prvku Neodym je 144,24 a 144 je nukleonové číslo jeho nejčastějšího izotopu.
- Cukr fukóza má teplotu tání kolem 144 °C.

## Technika
- Tupolev Tu-144 je označení prvního dopravního nadzvukového letadla.
- Česká železniční trať Nové Sedlo u Lokte – Loket je označena číslem 144.
- Index KOV vozu Apee144 ČD

## Svět
- V Izraeli je 144 místních rad.